# Kamen (Bośnia i Hercegowina)
Kamen (cyr. Камен) – wieś w Bośni i Hercegowinie, w Republice Serbskiej, w gminie Čajniče. W 2013 roku liczyła 114 mieszkańców.